# マリの首相
マリの首相（マリのしゅしょう、バンバラ語: Mali minisiri ɲɛmɔgɔ）は、マリ共和国における政府の長。

## 概要
1992年に公布されたマリ共和国憲法では、首相はマリ共和国における政府の長であり、大統領が指名する。首相は行政府の指揮や調整を行うほか、国防政策の遂行に責任を負い、法律の執行を保証するものと定められている。首相は閣僚を大統領に推薦し、大統領はそれに基づいて指名し、その権限を制限する（第38、55条）。閣僚会議を主宰するのは大統領であるが、憲法の制限のもと、首相が代理で主宰する（第39条）。
首相は就任前には最高裁判所長官に対して、自らの善意を書面で提出しなければならず、この宣言は毎年確認される（第57条、大統領や閣僚も同様）。首相が内閣総辞職を申し出た際には、大統領はその権限を制限する（第38条）。
大統領が一時的に職務遂行ができなくなったとき、首相は大統領権限を一時的に執行することができる（第36条）。また大統領は自身の権限の一部を首相に委任することが可能（第51条）。
首相は特定の議題について協議するため議会に対し、臨時会を招集することができる（第66条）。議会の審議は原則として公開されるが、首相の要請により非公開とすることができる（第69条）。大統領が議会を解散する際には首相、議会議長と協議の上で宣言することができる（第42条）。議会が政府の一般的な政策を承認しなかったり、内閣不信任決議を可決した場合、首相は大統領に内閣総辞職を申し出なければならない（第79条）。
（出典）Mali's Constitution of 1992 (PDF) 

## 歴代首相の一覧
斜体の日付は、職務として事実上継続していることを示している。
| 代                                        | 肖像               | 氏名                                                           | 就任日             | 退任日             | 所属政党             | 備考                                                           |
| フランス領スーダン                        | フランス領スーダン | フランス領スーダン                                             | フランス領スーダン | フランス領スーダン | フランス領スーダン   | フランス領スーダン                                             |
| ----------------------------------------- | ------------------ | -------------------------------------------------------------- | ------------------ | ------------------ | -------------------- | -------------------------------------------------------------- |
| -                                         |                    | ジャン＝マリー・コネ Jean-Marie Koné                           | 1957年5月24日      | 1958年7月26日      |                      | 政府評議会副議長                                               |
| -                                         | 1958年7月26日      | ジャン＝マリー・コネ Jean-Marie Koné                           | 1958年11月24日     |                    | 政府評議会議長       |                                                                |
| -                                         | 1958年11月24日     | ジャン＝マリー・コネ Jean-Marie Koné                           | 1959年4月5日       |                    | 臨時政府大統領       |                                                                |
| -                                         |                    | モディボ・ケイタ Modibo Keïta                                  | 1959年4月5日       | 1960年6月20日      |                      | 臨時政府大統領                                                 |
| マリ連邦                                  |                    |                                                                |                    |                    |                      |                                                                |
| -                                         |                    | モディボ・ケイタ Modibo Keïta                                  | 1960年6月20日      | 1960年9月22日      |                      | 臨時政府大統領                                                 |
| マリ共和国                                |                    |                                                                |                    |                    |                      |                                                                |
| -                                         |                    | モディボ・ケイタ Modibo Keïta                                  | 1960年9月22日      | 1961年1月20日      |                      | 臨時政府大統領                                                 |
| 1                                         | 1961年1月20日      | モディボ・ケイタ Modibo Keïta                                  | 1968年11月19日     |                    | クーデターにより解任 |                                                                |
| 2                                         |                    | ヨロ・ディアキテ Yoro Diakité                                  | 1968年11月23日     | 1969年9月19日      |                      |                                                                |
| 3                                         |                    | ママドゥ・デンベレ Mamadou Dembelé                             | 1986年6月6日       | 1988年6月6日       | UDPM                 |                                                                |
| （職位廃止、1988年6月6日 - 1991年4月2日） |                    |                                                                |                    |                    |                      |                                                                |
| 暫定                                      |                    | ソウマナ・サコ Soumana Sacko                                   | 1991年4月2日       | 1992年6月9日       | 無所属               |                                                                |
| 4                                         |                    | ユヌーシ・トゥーレ Younoussi Touré                             | 1992年6月9日       | 1993年4月12日      | ADEMA                |                                                                |
| 5                                         |                    | アブドゥライ・セク・ソウ Abdoulaye Sékou Sow                   | 1993年4月12日      | 1994年2月4日       | ADEMA                |                                                                |
| 6                                         |                    | イブラヒム・ブバカール・ケイタ Ibrahim Boubacar Keïta          | 1994年2月4日       | 2000年2月15日      | ADEMA                |                                                                |
| 7                                         |                    | マンデ・シディベ Mandé Sidibé                                  | 2000年2月15日      | 2002年3月18日      | ADEMA                |                                                                |
| 8                                         |                    | モディボ・ケイタ Modibo Keita                                  | 2002年3月18日      | 2002年6月9日       | ADEMA                |                                                                |
| 9                                         |                    | アーメド・モハメド・アグ・アマニ Ahmed Mohamed ag Hamani       | 2002年6月9日       | 2004年4月30日      | 無所属               |                                                                |
| 10                                        |                    | ウスマーヌ・イスーフィ・マイガ Ousmane Issoufi Maïga           | 2004年4月30日      | 2007年9月28日      | 無所属               |                                                                |
| 11                                        |                    | モディボ・シディベ Modibo Sidibé                               | 2007年9月28日      | 2011年4月3日       | 無所属               |                                                                |
| 12                                        |                    | シセ・マリアム・カイダマ・シディベ Cissé Mariam Kaïdama Sidibé | 2011年4月3日       | 2012年3月22日      | 無所属               | クーデターにより解任                                           |
| （空席、2012年3月22日 - 4月17日）         |                    |                                                                |                    |                    |                      |                                                                |
| 暫定                                      |                    | シェイック・モディボ・ディアラ Cheick Modibo Diarra            | 2012年4月17日      | 2012年12月11日     | RPDM                 |                                                                |
| 暫定                                      |                    | ジャンゴ・シソコ Django Sissoko                                | 2012年12月11日     | 2013年9月5日       | 無所属               |                                                                |
| 13                                        |                    | ウマル・タタム・リー Oumar Tatam Ly                            | 2013年9月5日       | 2014年4月9日       | 無所属               |                                                                |
| 14                                        |                    | ムーサ・マラ Moussa Mara                                       | 2014年4月9日       | 2015年1月9日       | YP                   |                                                                |
| 15                                        |                    | モディボ・ケイタ Modibo Keita                                  | 2015年1月9日       | 2017年4月10日      | ADEMA                |                                                                |
| 16                                        |                    | アブドゥライ・イドリッサ・マイガ Abdoulaye Idrissa Maïga       | 2017年4月10日      | 2017年12月30日     | RPM                  |                                                                |
| 17                                        |                    | スメイロ・ブベイエ・マイガ Soumeylou Boubèye Maïga             | 2017年12月30日     | 2019年4月23日      | ASMA                 |                                                                |
| 18                                        |                    | ブーブー・シセ Boubou Cissé                                    | 2019年4月23日      | 2020年8月18日      | 無所属               | クーデターにより解任                                           |
| （空席、2020年8月18日 - 9月28日）         |                    |                                                                |                    |                    |                      |                                                                |
| 暫定                                      |                    | モクタール・ウアンヌ Moctar Ouane                              | 2020年9月28日      | 2021年5月26日      | 無所属               | クーデターにより解任 2021年5月24日以降は職務不能               |
| （空席、2021年5月26日 - 6月7日）          |                    |                                                                |                    |                    |                      |                                                                |
| 暫定                                      |                    | ショゲル・コカラ・マイガ Choguel Kokalla Maïga                 | 2021年6月7日       | 2024年11月20日     | MPR                  | 2022年8月21日から12月5日まで病気の治療のため、職務を一時停止。 |
| 暫定                                      |                    | アブドゥライ・マイガ Abdoulaye Maïga                           | 2022年8月21日      | 2022年12月5日      | 無所属               | 首相代行                                                       |
| 暫定                                      | 2024年11月22日     | アブドゥライ・マイガ Abdoulaye Maïga                           | （現職）           |                    | 無所属               | 首相代行                                                       |

### 所属政党
- UDPM：マリ人民民主同盟（英語版）
- ADEMA：マリ民主同盟（英語版）
- RPDM：マリ開発連合
- YP：変更党（英語版）
- RPM：マリ連合（英語版）
- ASMA：マリ連帯同盟（英語版）
- MPR：愛国復興運動（英語版）